# Arian Leka
 (novembre 2023).
Si vous disposez d'ouvrages ou d'articles de référence ou si vous connaissez des sites web de qualité traitant du thème abordé ici, merci de compléter l'article en donnant les références utiles à sa vérifiabilité et en les liant à la section « Notes et références ».
Arian Leka (né en 1966 à Durrës) est un écrivain et poète de langue albanaise.

## Biographie
Né à Durrës, un port albanais, et résidant à Tirana, Arian Leka se destine d'abord à la musique (il est flûtiste de formation classique), il a fait des études de littérature albanaise et européenne.
Il est auteur d'une douzaine d'ouvrages, dont des recueils de poésie, des nouvelles et des romans, et l'éditeur de la revue de poésie Poeteka, qui a aussi donné son nom au festival de poésie de 7 jours qui se déroule à Durrës.
Il est également Traducteur de littérature italienne.
Son recueil de poésie Strabizëm (Strabisme, 2004) a été salué par le grand prix national La Plume d'Argent[réf. nécessaire].

## Œuvres
- Ky vend i qetë ku s'ndodh asgjë (Ce pays tranquille où il ne se passe rien), Tirana, 1994
- Anija e gjumit (Le bateau du sommeil), poésie, Tirana, 2000
- Gjarpri i shtëpisë (Le serpent de la maison), roman, Tirana, Ideart, 2002  (ISBN 99927-797-5-6)
- Strabizëm (Strabisme), poésie, Tetova, Ditët e Naimit, 2004  (ISBN 9989-2207-1-9)
- Ndreqje gabimesh, poésie, Tirana, Ideart, 2010  (ISBN 978-99956-29-74-8)

## Œuvres en français
- L'amour en automne, trad. de l'albanais par Élisabeth Chabuel, Collection accordéons, Éditions Imprévues, Die 2016  (ISBN 979-10-93722-12-2)